# 大鹤望兰
大鹤望兰又名白鳥蕉，为鹤望兰科鹤望兰属的植物。原生于非洲南部，现台湾以及中国大陆的广东等地亦有分布，目前已由人工引种栽培。

## 圖片

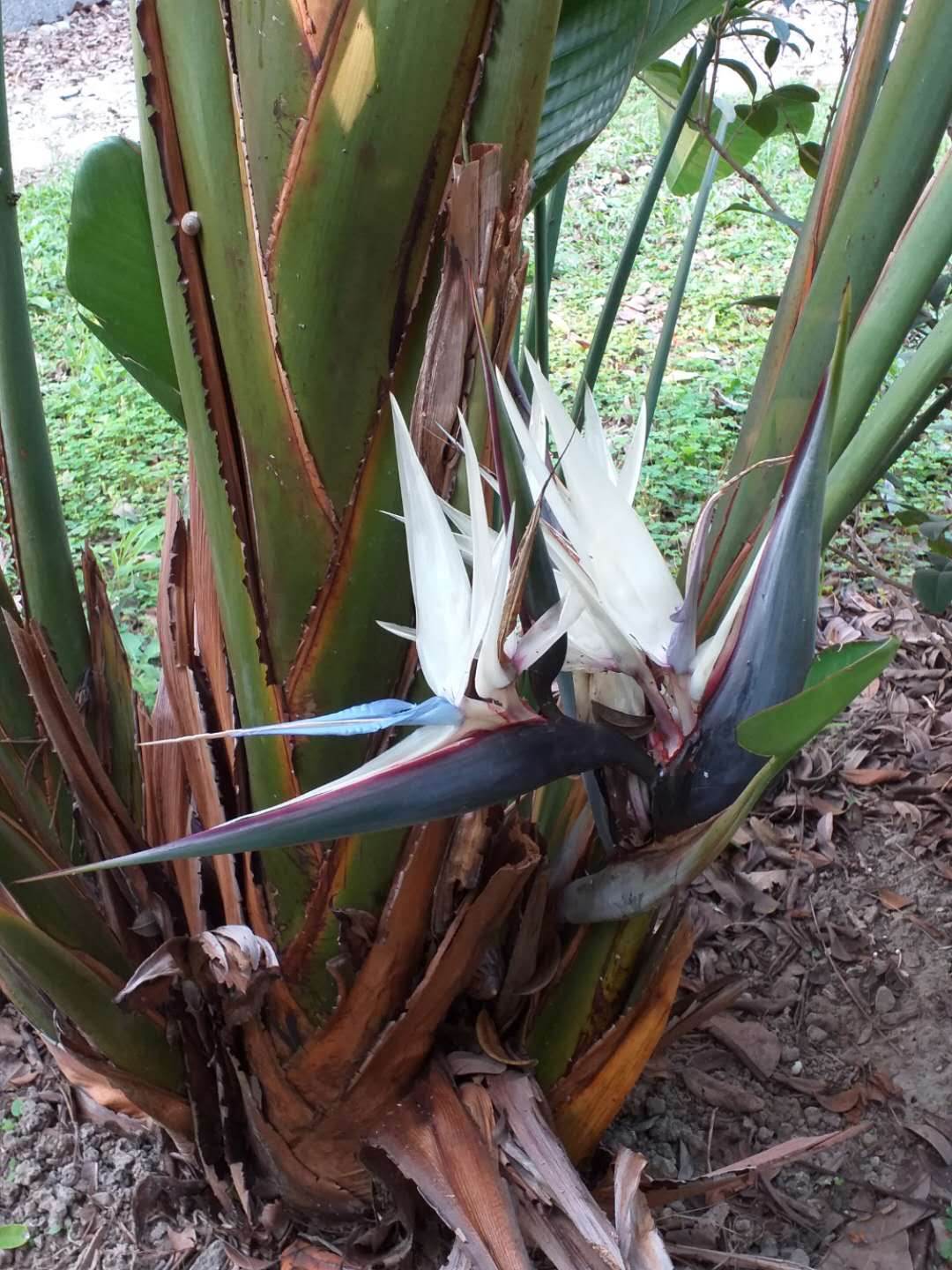
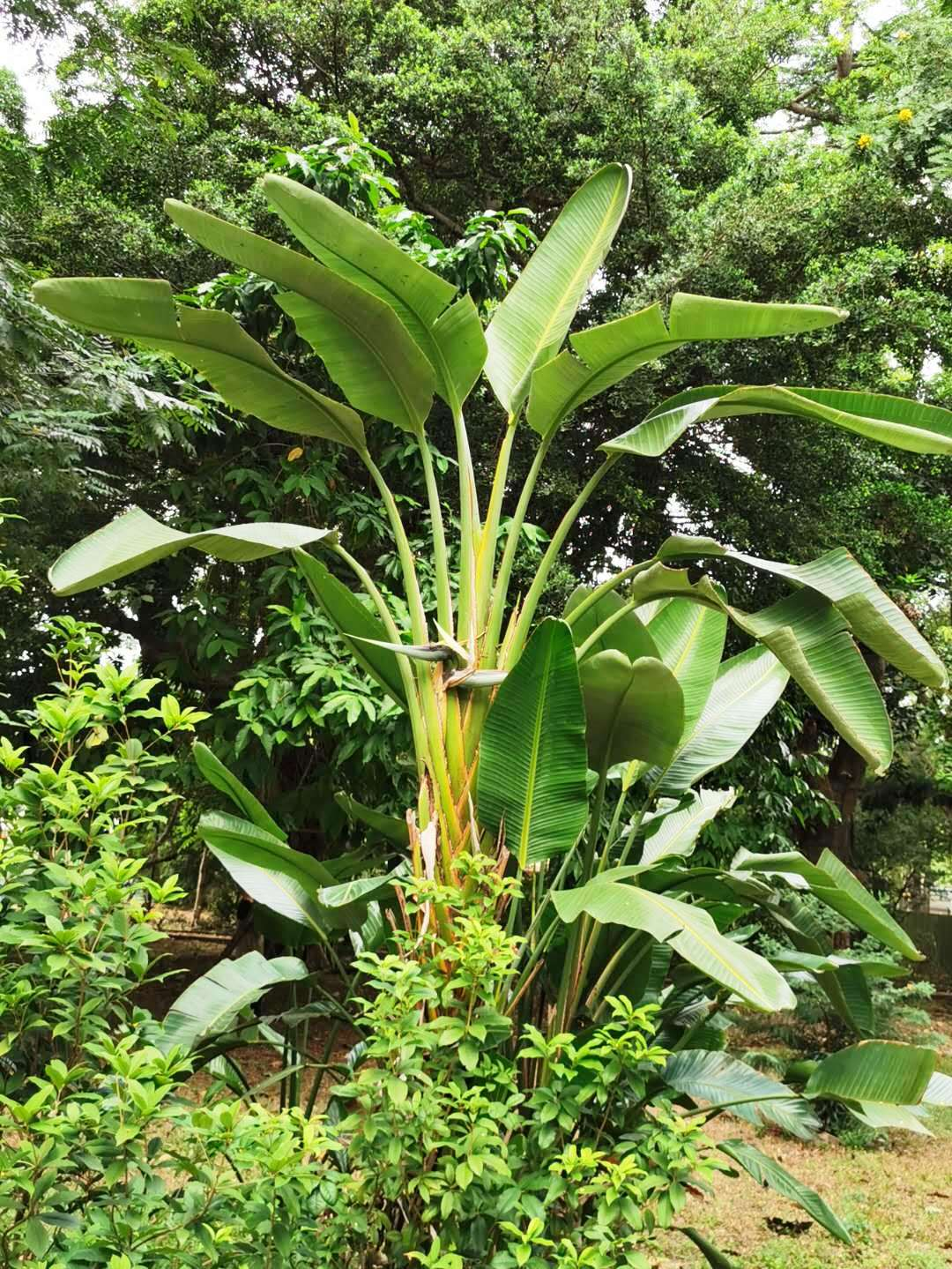